# Deonna Purrazzo
Deonna Purrazzo (ur. 10 czerwca 1994 w Livingstone) – amerykańska wrestlerka. Od 2024 roku związana jest z amerykańską federacją All Elite Wrestling. W latach 2020–2023 walczyła w Impact Wrestling, gdzie trzykrotnie sięgnęła po pas mistrzowski Impact Knockouts World oraz jednokrotnie po tytuł Impact Knockouts World Tag Team wraz z Chelsea Green. Ponadto zawodniczka zdobyła AAA Reina de Reinas Championship w meksykańskiej federacji Lucha Libre AAA Worldwide oraz ROH Women’s World Championship w federacji Ring of Honor (ROH).
Karierę zawodniczą rozpoczęła w 2013 roku. Występuje w licznych federacjach sceny niezależnej. Rywalizowała również w World Wrestling Entertainment (WWE) i Ring of Honor Wrestling (ROH).

## Kariera wrestlerki

### Początki kariery
Purrazzo rozpoczęła treningi w D2W Proffesional Wrestling Academy w grudniu 2012 roku, po zapoznaniu się z reklamą szkoły. Umiejętności rozwijała pod kierunkiem Damiana Adamsa, Robbiego E, Shawna Bennetta oraz Jerseya Devila. Swój debiut ringowy odbyła w 2013 roku. Szkoliła się także na zajęciach Ripa Rogersa w federacji Ohio Valley Wrestling w Louisville.

### Ring of Honor (2015–2018)
Deonna Purrazzo została uznana przez federację Ring of Honor (ROH) za jedną z pionierek „odradzającej się” dywizji kobiet, noszącej nazwę Women of Honor. Nowy program organizacji został zainaugurowany 25 lipca 2015 roku pojedynkiem, w którym Purrazzo musiała uznać wyższość Mandy Leon. 19 grudnia w dark tag team matchu przegrała, wspólnie z Hanią The Howling Huntress, z Mandy Leon i Sumie Sakai. 1 kwietnia 2016 r. na gali ROH Supercard Of Honor X, w tym samym rodzaju pojedynku, Purrazzo i Amber Gallows nie poradziły sobie z Leon i Solo Darling. 8 lipca na gali Roh Women of Honor zwyciężyła razem z Gallows i Kennadi Brink w Six Women tag team matchu Faye Jackson, Darling i Sakai. 27 sierpnia w dark matchu przed galą ROH Field Of Honor 2016 została pokonana przez Taeler Hendrix. 17 września Purrazzo i Mandy Leon przegrały z Jessicką Havok i Hendrix w dark tag team matchu.
29 października 2016 r. miała swój pierwszy występ w nagraniach do telewizyjnego odcinka ROH, gdzie zwyciężyła Candice LaRae. 4 grudnia przegrała z Sumie Sukai.

### Portoryko
17 grudnia 2016 r. zawitała pierwszy raz do portorykańskiej federacji World Wrestling League, należącej do Savio Vegi. Na gali WWL Christmas i PR - The End of an Era pokonał Tashę Steelz.

### WWE

#### Pojedyncze występy (2014–2017)
W 2014 Deonna Purrazzo wielokrotnie znalazła się w grupie postaci towarzyszących Adamowi Rose’owi, noszących nazwę Rosebuds. Zadebiutowała w NXT 11 listopada 2015, przegrywając z Nią Jax, natomiast 9 grudnia musiała uznać wyższość Asuki. Miesiąc później, 13 stycznia 2016, wzięła udział z jedenastoosobowym Battle Royalu, mającym wyłonić pretendentkę do walki o NXT Women’s Championship, lecz nie odniosła sukcesu. W kolejnych miesiącach stoczyła przegrane pojedynki z Asuką, Emmą, Nią Jax i Bayley.
W odcinku SmackDown z 13 grudnia 2016 Purrazzo miała zmierzyć się z SmackDown Women’s Championką, Alexą Bliss, jednak rywalka zaatakowała ją, zanim mecz się rozpoczął. W 2017 zawodniczka była na liście rezerwowej turnieju Mae Young Classic. W ramach zawodów połączyła siły z Jessicą James w Dark matchu, pokonującą Barbi Hayden i Nicole Matthews.

#### NXT (2018–2020)
31 maja 2018 ogłoszono, że Deonna Purrazzo podpisała kontrakt z WWE, po czym federacja podała do wiadomości, że wrestlerka weźmie udział w drugiej edycji Mae Young Classic. Wygrała mecze z Priscillą Kelly i Xia Li, następnie uległa w ćwierćfinale Io Shirai. Zadebiutowała w NXT UK 26 grudnia, przegrywając z Rheą Ripley w walce o NXT UK Women’s Championship. Po zakończeniu pojedynku przeciwniczka zaatakowała ją, ale z pomocą przybyła jej Toni Storm. Zmierzyła się ze Storm o tytuł kobiecy 14 czerwca 2019, ale ponownie musiała uznać wyższość rywalki. Podczas odcinka Raw z 16 grudnia 2019 poniosła porażkę z Asuką, natomiast w tym samym programie stoczyła 6 kwietnia 2020 swój ostatni pojedynek w federacji. Poniosła porażkę z Nią Jax. Dziewięć dni później Purrazzo została zwolniona wraz z kilkunastoma innymi zawodnikami.

### Total Nonstop Action Wrestling/Impact Wrestling

#### Pojedyncze występy (2014, 2016, 2017)
Deonna Purrazzo zadebiutowała w Total Nonstop Action Wrestling (TNA) 7 listopada 2014, uczestnicząc w TNA One Night Only: Knockouts Knockdown (2014). Tego dnia uległa Brooke. Drugi występ zaliczyła 8 stycznia 2016 na One Night Only Live. Awesome Kong wyeliminowała ją z ośmioosobowego gauntlet matchu o miano pretendentki do walki o TNA Knockouts Championship. W czwartej odsłonie Knockouts Knockdown (22 kwietnia 2016) przegrała z Madison Rayne. Debiutancki pojedynek w programie telewizyjnym federacji stoczyła 19 stycznia 2017, ponosząc porażkę z Brooke.

#### Pierwsze panowanie mistrzowskie i rywalizacja z Su Yung (od 2020)
Po zwolnieniu z WWE, zawodniczka powróciła do Impact Wrestling. Na przełomie maja i czerwca 2020 federacja zaprezentowała dwa filmiki z udziałem zawodniczki, w których Purrazzo przedstawiła się jako „The Virtuosa”, wrestlerka posiadająca doskonałe umiejętności techniczne, wiedzę i precyzję wykonywanych ruchów, co pozwoli jej odnieść sukces. Gdy 9 czerwca Jordynne Grace obroniła tytuł mistrzowski przeciwko Tayi Valkyrie, Purrazzo przyjęła rolę antagonistki, atakując mistrzynię za pomocą dźwigni na ramię o nazwie Fujiwara Armbar. W kolejnych tygodniach rywalki atakowały się nawzajem, po czym stoczyły pojedynek na Slammiversary (18 lipca), gdzie Purrazzo pokonała Grace i została nową Impact Knockouts Championką. W drugiej części gali Emergence (25 sierpnia) obroniła tytuł mistrzowski w pierwszym w historii federacji kobiecym trzydziestominutowym Iron Man matchu.

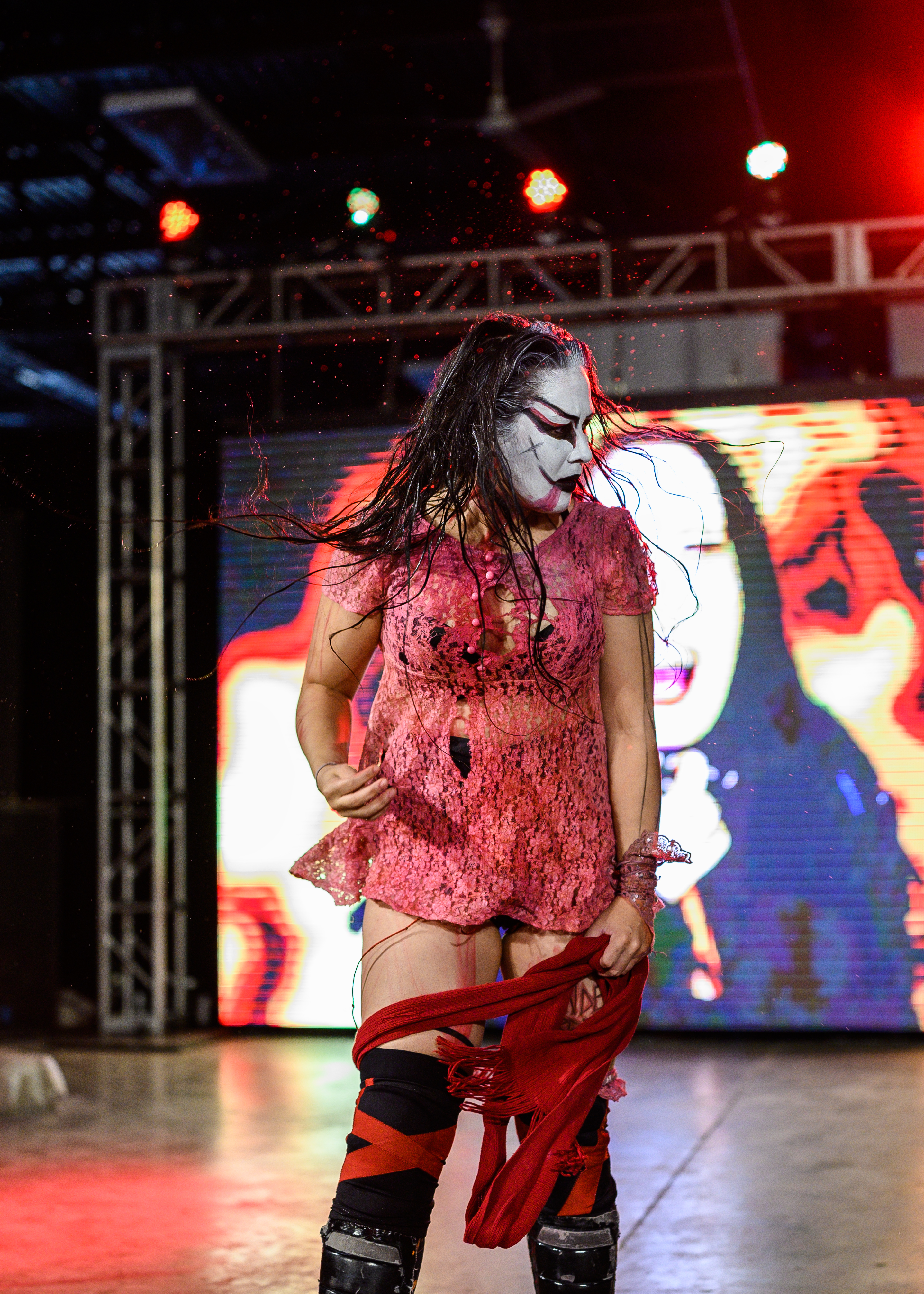
Su Yung

W odcinku Impactu! z 1 września nawiązała sojusz z Kimber Lee. Podczas celebracji zwycięstwa nad Grace, wydarzenie zakłóciło pojawienie się obsady reality show Wrestle House. Sprowokowana pretendentka do tytułu, Kylie Rae, wyrzuciła z ringu mistrzynię i jej sojuszniczkę. Dwa tygodnie później Rae i Susie pokonały antagonistki w Tag Team matchu. Na Victory Road (3 października) zawodniczka zwyciężyła Susie w obronie Impact Knockouts Championship, po meczu zaś, na oczach Rae przytrzymywanej przez Lee, złamała jej rękę. Na Bound for Glory (24 października) ogłosiła otwarte wyzwanie w wyniku nieobecności Rae. Propozycję przyjęło alter ego Susie – Su Yung. Purrazzo przegrała, tracąc mistrzostwo kobiet. Dwukrotnie starała się odzyskać tytuł. Najpierw 3 listopada pokonała rywalkę w wyniku dyskwalifikacji (została przez nią uderzona krzesłem), co według zasad oznaczało, że Impact Knockouts Championship należało nadal do Yung. Następnie na gali Turning Point (14 listopada) odebrała przeciwniczce wyróżnienie po zwycięstwie w No Disqualification matchu. 

#### Drugie panowanie mistrzowskie i rywalizacja z Mickie James (2020–2021)
W odcinku Impactu! z 24 listopada Susie i Su Yung pojawiły się jednocześnie, po czym ostatnia z nich zaatakowała Purrazzo i Lee. Tego samego dnia antagonistki poprosiły dawnego mentora przeciwniczki, Fathera Jamesa Mitchella, o pomoc, aby rozwiązać problem z Yung. 8 grudnia Taya Valkyrie i Rosemary pokonały Purrazzo i Lee w pierwszej rundzie turnieju o Impact Knockouts Tag Team Championship. Na Final Resolution (12 grudnia) obroniła mistrzostwo kobiet w spotkaniu z Rosemary, po czym skonfrontowała się z Valkyrie, niezadowoloną z końcowego rezultatu. W odcinku Impactu! z 15 grudnia mistrzyni z pomocą sojuszniczki uniemożliwiły rywalkom zwycięstwo w drugiej rundzie zawodów, gdy te mierzyły się z Kierą Hogan i Tashą Steelz. Tydzień później Valkyrie, jako najdłużej panująca Impact Knockouts Championka w historii federacji, wyzwała Purrazzo na pojedynek na Hard to Kill (16 stycznia), z tytułem mistrzowskim na szali. Rywalka przyjęła wyzwanie, mówiąc że zwycięstwo nad tak uznaną zawodniczką pozwoli jej położyć podwalinę pod jej pamiętne panowanie. 12 stycznia Valkyrie przegrała z Kimber Lee, gdy Purrazzo i jej nowa protegowana, Susan (nowa osobowość Su Yung), rozproszyły uwagę rywalki, atakując Rosemary. Na Hard to Kill Purrazzo pokonała Valkyrie, broniąc Impact Knockouts Championship.
W drugiej połowie stycznia Purrazzo, Kimber Lee i Susan rozpoczęły rywalizację z Jordynne Grace i Jazz. Na początku lutego ich rywalki wsparła ODB. Na No Surrender (13 lutego) Grace, Jazz i ODB pokonały antagonistki. W dalszym sporze Purrazzo została wyzwana przez ODB do walki o tytuł mistrzowski. Pojedynek odbył się na Sacrifice (13 marca), gdzie mistrzyni pokonała pretendentkę, następnie na Hardcore Justice (10 kwietnia) była lepsza od Jazz, która położyła na szali spotkania swoją karierę zawodniczą. Na kolejnej gali, Rebellion (24 kwietnia), obroniła tytuł mistrzowski przeciwko Tenille Dashwood. Wkrótce potem Purrazzo weszła w konflikt z członkiniami Decay (Rosemary i Havok). Najpierw zachowała Impact Knockouts Championship w starciu z Havok na Under Siege (15 maja), po czym triumfowała nad Rosemary podczas Against All Odds (12 czerwca). W odcinku Impactu! z 17 czerwca zerwała współpracę z Kimber Lee i Susan z powodu ich nieustannych porażek. W drugim lipcowym odcinku Impactu! pokonała Lady Frost w otwartym wyzwaniu, z tytułem mistrzowskim na szali. Tego samego dnia przedstawiciele Impact Wrestling, Scott D’Amore i Gail Kim, przekazali jej, że na Slammiversary (17 lipca) zmierzy się z tajemniczą przeciwniczką. Okazała się nią Thunder Rosa. Purrazzo wygrał to spotkanie.

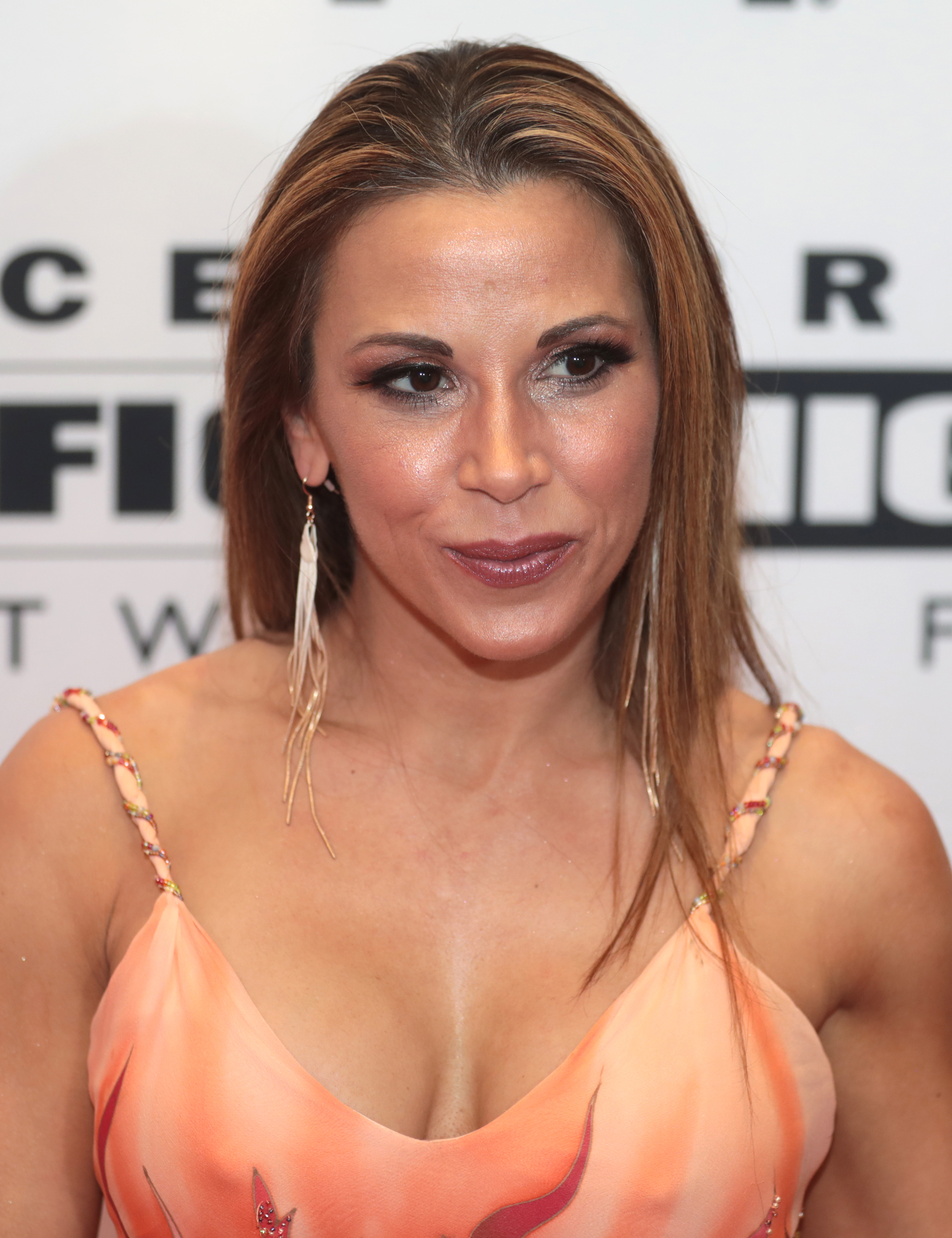
Mickie James - rywalka Deonny Purrazzo na przełomie 2021 i 2022

Na tej samej gali Mickie James powróciła do Impact Wrestling po długoletniej przerwie, aby pomówić z Deonną Purrazzo. James przerwała jej celebrację po zwycięskiej obronie tytułu mistrzowskiego i poprosiła ją o występ na gali federacji NWA, nazwanej NWA EmPowerrr (James była producentką wykonawczą wydarzenia). Posiadaczka Impact Knockouts World Championship uznała przerwanie jej świętowanie za brak szacunku i obraziła rozmówczynię. Wtedy James zaatakowała rywalkę. W następnym tygodniu Purrazzo, za sprawą mediacji Gail Kim, zgodziła się na wzięcie udziału w zapowiadanej gali. Jej rywalką w obronie tytułu mistrzowskiego okazała się Melina. W międzyczasie Purrazzo nawiązała sojusz z Matthew Rehwoldtem na Homecoming (31 lipca), wygrywając wspólnie turniej Homecoming King and Queen. Na NWA Empowerrr (28 sierpnia) mistrzyni pokonała przeciwniczkę, po czym dzień później, na gali NWA 73, zaatakowała Mickie James. W odcinku Impactu! z 23 września wiceprezes federacji Scott D’Amore ustanowił ich walkę o Impact Knockouts Championship na Bound for Glory (23 października). Dwa tygodnie później D’Amore, mając dość nieustannych bójek zawodniczek, nałożył na nie klauzulę nietykalności. Tym samym, jeśli James dopuściłaby się ataku na Purrazzo, straciłaby miano pretendentki, natomiast jeśli Purrazzo byłaby napastniczką, wtedy odebrano by jej tytuł mistrzowski. Ponadto, zgodnie z ustaleniami Gail Kim, zawodniczki miały wybrać dla siebie nawzajem oponentki. Na Knockouts Knockdown (9 października) mistrzyni kobiet pokonała Mashę Slamovich. Tymczasem James w odcinku Impactu! z 21 października zwyciężyła Savannah Evans. Po zakończonym pojedynku Purrazzo skonfrontowała się z rywalką i odwróciła jej uwagę. Wtedy jej sojusznik, Matthew Rehwoldt, zaatakował pretendentkę, a Purrazzo chwyciła ją za włosy i przycisnęła jej głowę do maty. Tego samego dnia D’Amore przekazał mistrzyni informację, że nie zabierze jej tytułu mistrzowskiego, lecz Rehwoldt nie będzie mógł być obecny przy jej narożniku na Bound for Glory. Jeśli wrestler złamałby tę zasadę, oboje zostaliby zwolnieni z federacji. Na wspomniany wydarzeniu Purrazzo uległa James, tracąc Impact Knockouts Championship.
Przez dłuższy czas Purrazzo nie pojawiała się w programie telewizyjnym federacji. Dopiero 18 listopada udzieliła wywiadu, następnie po zwycięskim meczu James z Mercedes Martinez na Turning Point (20 listopada), zaatakowała mistrzynię i wyzwała ją na pojedynek o tytuł mistrzowski na Hard to Kill (8 stycznia 2022). W odcinku Impactu! z 2 grudnia zawodniczki rozpoczęły bójkę podczas spotkania sojusznika Purrazzo, Matthew Rehwoldta, z Chrisem Sabinem. Tydzień później Purrazzo i Rehwoldt pokonali James i Sabina w walce drużynowej dzięki niesportowej zagrywce. 16 grudnia zawodniczki wdały się w kolejną bijatykę w czasie spotkania z fanami, wobec czego Scott D’Amore nałożył na nie klauzulę nietykalności, natomiast Gail Kim zadecydowała, że ich pojedynek odbędzie się na zasadzie Texas Death matchu. Na Hard to Kill Purrazzo nie udało się zdobyć po raz trzeci Impact Knockouts Championship.

#### Posiadaczka ROH Women’s World Championship (od 2022)
W ramach współpracy z federacją Ring of Honor w odcinku Impactu! z 13 stycznia 2022 Purrazzo zmierzyła się z zawodniczką tejże organizacji Rok-C, posiadaczką ROH Women’s World Championship. Na szali pojedynku znalazł się zarówno pas mistrzowski Rok-C, jak i tytuł mistrzowski AAA Reina de Reinas Championship zawodniczki Impact Wrestling. Purrazzo pokonała przeciwniczkę, przejmując pas mistrzowski.

### Lucha Libre AAA Worldwide (od 2021)
1 maja 2021 Purrazzo zadebiutowała w Lucha Libre AAA Worldwide, rzucając wyzwanie nowej AAA Reina de Reinas Championce, Faby Apache. Uzgodniły, że spotkają się w Title vs. Title matchu na Triplemaníi XXIX (14 sierpnia), po czym mistrzyni Knockoutek zaatakowała przeciwniczkę. Na wspomnianej gali Purrazzo, dzięki pomocy sędziego, odniosła zwycięstwo nad Meksykanką i została nową AAA Reina de Reinas Championką.

## Charakterystyka zawodniczki
Deonna Purrazzo określiła swój styl walki jako „bardzo skrupulatny i metodyczny”. Jej charakterystyczną akcją jest Fujiwara armbar, dlatego nazywana jest „The Fujiwara Armbar Specialist”. Przede wszystkim jednak posługuje się pseudonimem „The Virtuosa”, który nie tylko odzwierciedla jej umiejętności techniczne w ringu, ale także podkreśla jej kobiecość, elegancję i wdzięk.

## Życie osobiste
Ma brata bliźniaka, Dominica.

## Mistrzostwa i osiągnięcia
- Dynamite Championship Wrestling
  - DCW Divas of Dynamite Women's Championship (1x)[78]
- East Coast Wrestling Association
  - ECWA Women's Championship (1x)[78]
  - ECWA 2nd Annual Women's Super 8 Chickfight Tournament (2015, 2016)[79]
- Game Changer Wrestling
  - GCW Women's Championship (1x)[80]
- Impact Wrestling
  - Impact Knockouts World Championship (3x)
  - Homecoming King and Queen Tournament (2021) – z Matthew Rehwoldtem
  - IMPACT Year End Awards
    - Wrestler of the Year (2020)
    - Knockout of the Year (2020, 2021)
    - Knockouts Match of the Year (2021) – z Mickie James na Bound for Glory
- Lucha Libre AAA Worldwide
  - AAA Reina de Reinas Championship (1x)
- Monster Factory Pro Wrestling
  - MFPW Girls Championship (1x)[78]
- New York Wrestling Connection
  - NYWC Starlet Championship (1x)[78]
- Pro Wrestling Illustrated
  - PWI umieściło ją na 3. miejscu rankingu wrestlerek PWI Top 150 w 2021[81]
- Ring of Honor
  - ROH Women’s World Championship (1x)[78]
  - ROH Year-End Award
    - WOH Wrestler of the Year (2017)[82]